# Dario Di Palma
Dario Di Palma, né le 6 novembre 1932 à Rome (Latium), ville où il est mort le 24 octobre 2004, est un directeur de la photographie italien.

## Biographie
Au cinéma (italien ou en coproduction), Dario Di Palma débute dans les années 1950 comme premier assistant opérateur, puis est cadreur au début des années 1960. Mentionnons deux réalisations de Michelangelo Antonioni, Le Cri (1957, premier assistant opérateur) et Le Désert rouge (1964, cadreur).
Son premier film comme chef opérateur principal est Deux contre tous (Due contro tutti) d'Alberto De Martino et Antonio Momplet (1962, avec Walter Chiari) ; le dernier est un documentaire sorti en 1984. Entretemps, citons notamment Le Spécialiste de Sergio Corbucci (1969, avec Johnny Hallyday et Françoise Fabian), Les Clowns de Federico Fellini (1971, avec le réalisateur et Anita Ekberg), ou encore Affreux, sales et méchants d'Ettore Scola (1976).
À la télévision italienne, il est directeur de la photographie sur cinq mini-séries (1975-1988) et quatre téléfilms (1977-1991).
Il est le neveu du chef opérateur Carlo Di Palma (né en 1925) et meurt la même année que lui, en 2004. Il assiste son oncle entre autres sur L'Assassin d'Elio Petri (cadreur, 1961) et Le Désert rouge (1964) précité.

## Filmographie partielle

### Cinéma

#### Premier assistant opérateur
- 1953 : Dans les faubourgs de la ville (Ai margini della metropoli) de Carlo Lizzani
- 1954 : La Chronique des pauvres amants (Cronache di poveri amanti) de Carlo Lizzani
- 1955 : Les Jeunes Filles de San Frediano (Le ragazze di San Frediano) de Valerio Zurlini
- 1955 : Les Égarés (Gli sbanditi) de Francesco Maselli
- 1955 : Le Célibataire (Lo scapolo) d'Antonio Pietrangeli
- 1957 : Le Cri (Il grido) de Michelangelo Antonioni
- 1958 : La loi, c'est la loi de Christian-Jaque
- 1959 : Les Derniers Jours de Pompéi (Gli ultimi giorni di Pompei) de Mario Bonnard et Sergio Leone

#### Cadreur
- 1960 : La Longue Nuit de 43 (La lunga notte del '43) de Florestano Vancini
- 1961 : Le Commando traqué (Tiro al piccione) de Giuliano Montaldo
- 1961 : L'Assassin (L'assassino) d'Elio Petri
- 1964 : Le Désert rouge (Il deserto rosso) de Michelangelo Antonioni
- 1965 : Des filles pour l'armée (Le soldatesse) de Valerio Zurlini

#### Directeur de la photographie

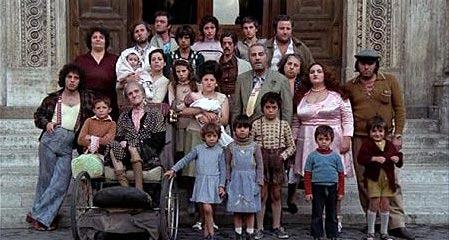
Affreux, sales et méchants (1976)

- 1961 : Romulus et Rémus (Romolo e Remo) de Sergio Corbucci (seconde équipe)
- 1962 : Deux contre tous (Due contro tutti) d'Alberto De Martino et Antonio Momplet
- 1963 : Persée l'invincible (Perseo l'invincibile) d'Alberto De Martino
- 1965 : Lo scandalo d'Anna Gobbi
- 1966 : Les Ogresses (Le fate), film à sketches, segment Fata Armenia de Mario Monicelli
- 1966 : Les Saisons de notre amour (Le stagioni del nostro amore) de Florestano Vancini
- 1966 : Rita la zanzara de Lina Wertmüller
- 1966 : Un homme à moitié (Un uomo a metà) de Vittorio De Seta
- 1968 : La Mort a pondu un œuf (La morte ha fatto l'uovo) de Giulio Questi
- 1969 : Le Spécialiste (Gli specialisti) de Sergio Corbucci
- 1971 : Les Clowns (I Clowns) de Federico Fellini
- 1972 : Mimi métallo blessé dans son honneur (Mimì metallurgico ferito nell'onore) de Lina Wertmüller
- 1973 : Il delitto Matteotti de Florestano Vancini
- 1974 : Amore amaro de Florestano Vancini
- 1975 : Une blonde, une brune et une moto (Qui comincia l'avventura) de Carlo Di Palma
- 1976 : Affreux, sales et méchants (Brutti, sporchi e cattivi) d'Ettore Scola

### Télévision
(téléfilms, comme directeur de la photographie)
- 1977 : Un anno di scuola de Franco Giraldi
- 1979 : Le Maestro (La giacca verde) de Franco Giraldi
- 1988 : Una casa a Roma de Bruno Cortini
- 1991 : Une vie en jeu (Una vita in gioco) de Franco Giraldi